# Ogólnopolski Przegląd Filmów Amatorskich Klatka
Ogólnopolski Przegląd Filmów Amatorskich „Klatka” – festiwal filmów amatorskich w Szczecinie. I edycja festiwalu odbywa się w 2000 roku.